# 梅森大廈
梅森大廈（英語：Great Maytham Hall）是一棟位於英格蘭肯特郡羅文登的鄉村別墅，為作家法蘭西絲·霍森·柏納特的故居，也是柏納特創作小說《秘密花園》的靈感來源之一。

## 歷史
梅森大廈的歷史可追溯至1721年，當時的屋主是皇家海軍上校詹姆斯·莫尼潘，之後莫尼潘幾代的子孫也都住在這棟別墅內。1893年，別墅被大火燒毀，直到1898年才得以重建。
1898年至1907年間，法蘭西絲·霍森·柏納特住在剛重建完畢的梅森大廈有八年之久，這段期間，柏納特無意中透過一扇隱藏在藤蔓中的小門發現了梅森大廈旁被廢棄的玫瑰花園。後來，她以這段經歷為藍本創作了《秘密花園》。
1909年，哈羅德·田年購下了梅森大廈，並聘請建築師愛德溫·魯提安爵士來進行大規模的增建。1961年，鄉村房屋協會購下梅森大廈，並將其改建為公寓形式，租給退休的名流居住。2003年，鄉村房屋協會將其出售。